# Tang Zonghai
Tang Zonghai (en chino tradicional, 唐宗海; pinyin, Táng Zōnghǎi; 1851-1897 o 1908), nombre de cortesía Rongchuan (en chino tradicional, 容川; pinyin, Róngchuān), fue un médico y erudito médico chino activo durante la dinastía Qing tardía. Tang fue uno de los primeros médicos chinos en escribir sobre las diferencias entre la medicina china y la occidental, así como uno de los primeros defensores de la integración de las dos tradiciones.

## Primeros años
Tang nació en 1851 en Pengzhou, Sichuan. Su padre murió de una enfermedad en 1873, lo que lo llevó a estudiar medicina clásica. Tang se comprometió con los escritos de médicos chinos como Wang Qingren, mientras que sus frecuentes viajes a Shanghái, una ciudad portuaria, también lo expusieron a la medicina occidental.

## Carrera
Tang se convirtió en jinshi, el grado más alto y final en el sistema de examen imperial chino, a la edad de 38 años. En lugar de unirse al servicio civil, como hicieron muchos de sus compañeros que habían tenido éxito en los exámenes imperiales, decidió seguir una carrera en medicina. Comenzando su práctica en Sichuan, uno de los primeros escritos de Tang se publicó en 1884 y se refería a los trastornos de la sangre. Después de mudarse a Jiangnan en la década de 1880, Tang desarrolló un gran interés en la medicina occidental, y se convirtió en uno de los primeros médicos chinos en escribir sobre las diferencias entre la medicina china y la occidental. También fue uno de los primeros defensores de la integración de ambas tradiciones médicas.
El trabajo de Tang de 1892, Zhongxi huitong yijing jingyi (中西匯通醫經精義), ha sido descrito como «uno de los textos médicos más influyentes» de su tiempo. En él, Tang defiende la medicina china, que considera que ha estado en declive desde la dinastía Song, mientras explora la compleja relación entre la anatomía occidental moderna y la medicina china.
Algún tiempo después de la publicación de Zhongxi huitong yijing jingyi, Tang escribió Yiyi tongshuo (醫醫易通說), o Una descripción generalizada de la medicina y el 'Clásico de los cambios', en el que argumenta que el antiguo texto chino I Ching (Clásico de los cambios) incluía ideas que hasta ahora se habían considerado exclusivamente occidentales. Tang murió en 1897 o 1908.

### Citas
1. ↑  Ma, 2020, p. 1136.
2. ↑  Xiao y Liu, 2015, p. 92.
3. 1 2 3 4  Wu, 2013, p. 201.
4. 1 2 3 4  Lei, 2012, p. 320.
5. 1 2  Karchmer, 2022, p. 69.
6. ↑  Chee, 2021, p. 28.
7. ↑  Cheung y Wong, 2001, p. 8.
8. ↑  Kiely, Lagerwey y Goossaert, 2015, p. 146.
9. ↑  Lei, 2012, p. 326.
10. ↑  Lei, 2012, p. 319.